# Утиная фабрика
«Утиная фабрика» — американский ситком производства MTM Enterprises, который транслировался на канале NBC с 12 апреля по 11 июля 1984 года. Это была первая главная роль Джима Керри в голливудской постановке. Действие сериала происходило в небольшой независимой анимационной студии и было совместно создано Алланом Бернсом и Гербертом Клинном. Ситком получил две премии «Эмми».

## В ролях
- Джим Керри в роли Скипа Таркентона
- Джек Гилфорд в роли Брукса Кармайкла
- Дон Мессик в роли Волли Вустера

## Рейтинг
| Сезон | Эпизоды | Начало транслирования | Конец транслирования | Ранг Нильсена | Рейтинг Нильсена |
| ----- | ------- | --------------------- | -------------------- | ------------- | ---------------- |
| 1984  | 13      | 12 апреля 1984        | 11 июля 1984         | 64            | 13.8             |